# Hans John (Musikwissenschaftler)
Hans Karl Ferdinand John (* 7. September 1936 in Bad Freienwalde) ist ein habilitierter deutscher Musikwissenschaftler und ehemaliger Hochschullehrer. 

## Leben
Johns Vater war Kantor und Organist und ermöglichte ihm den Besuch der Dresdner Kreuzschule. Vom Jahr 1946 bis zum Abitur im Jahr 1954 war er Mitglied des Dresdner Kreuzchores. Er studierte an der Martin-Luther-Universität Halle-Wittenberg und an der Humboldt-Universität Berlin Musikerziehung und -wissenschaft sowie Klassische Philologie. 1961 wurde er bei Fritz Reuter an der Philosophischen Fakultät in Berlin mit der Dissertation Die Musikerziehung im antiken Griechenland und ihre Aktualität für unsere Zeit promoviert.
Nach dem Staatsexamen lehrte er an der Humboldt-Universität und an der Hochschule für Musik Franz Liszt Weimar. Anschließend wirkte er 25 Jahre an der Hochschule für Musik Carl Maria von Weber Dresden als Dozent und Professor für Musikwissenschaft. Im Jahr 1993 wurde er an dieser Hochschule Dresdens zum Leiter des Instituts für Musikwissenschaft bestellt, dessen Begründer er war. Seit dem Jahr 2002 befindet er sich im Ruhestand.
Schwerpunkte von Johns Forschungstätigkeit sind die Musikgeschichte des 19. Jahrhunderts, die Musikgeschichte Dresdens, die evangelische Kirchenmusik und die Musik der Romantik.
Hans John publizierte zahlreiche musikwissenschaftliche Beiträge, unter anderem über Carl Maria von Weber, Robert Schumann, Franz Liszt, Karol Lipiński, Richard Wagner und die Geschichte der Hochschule für Musik Carl Maria von Weber Dresden. Darüber hinaus gab John mehrere Reihen zur Dresdner Musikgeschichte heraus.
John war stellvertretender Vorsitzender der Internationalen Carl-Maria-von-Weber-Gesellschaft, Mitglied des Sächsischen Musikrats und Vorsitzender der Dresdner Gesellschaft der Musikfreunde. An zahlreichen internationalen musikwissenschaftlichen Kongressen nahm er als Referent teil, unter anderem in Oxford, Sintra, Kopenhagen St. Petersburg, Breslau, Berlin und Dresden.

## Veröffentlichungen (Auswahl)
- Herausgeber und Mitherausgeber zahlreicher Schriftenreihen und Kongressberichte.
- Der Dresdner Kreuzkantor und Bach-Schüler Gottfried August Homilius. Ein Beitrag zur Musikgeschichte Dresdens im 18. Jahrhundert. Hans Schneider, Tutzing 1980, ISBN 978-3-7952-0292-7.
- Der Dresdner Kreuzchor und seine Kantoren, Berlin 1982 und 1984.
- Hans John: Musikstadt Weimar, Deutscher Verlag für Musik, Leipzig 1985 und 1987.
- Michael Heinemann und Hans John (Hrsg.): Die Dresdner Oper im 19. Jahrhundert (= Musik in Dresden, 1), Laaber 1995.
- Hans John: Richard Strauss: Essays zu Leben und Werk. Laaber, 2002, ISBN 978-3-89007-527-3.
- Michael Heinemann und Hans John (Hrsg.): Die Dresdner Oper im 20. Jahrhundert (= Musik in Dresden, 7), Laaber 2005.
- Hans John: Laudatio auf Peter Schreier anlässlich der Verleihung des Sächsischen Mozart-Preises 2005 in Chemnitz, in: Matthias Herrmann (Hrsg.), Begegnungen mit Peter Schreier, Beucha/Markkleeberg 2020, 2. Aufl. 2021, S. 144–149

## Ehrungen
- 1990: Martin-Andersen-Nexö-Kunstpreis, Dresden
- 2012: Ehrensenator der Hochschule für Musik Carl Maria von Weber Dresden[3]
- 2016: Max-Reger-Symposion zu Ehren des 80. Geburtstages